# 立教大学体育会サッカー部
立教大学体育会サッカー部（りっきょうだいがく たいいくかいサッカーぶ）は、埼玉県富士見市にある立教大学のサッカークラブである。

## 概要・歴史
1922年、ア式蹴球部（現・サッカー部）設立。埼玉県富士見市の富士見総合グラウンドを活動の拠点としているが、大学の本拠地が東京都であるため、都の大学リーグに参加している。
1933年、2代目部長ポール・ラッシュのもと関東リーグ2部を全勝優勝し、1部昇格を果たす。
1950年代から1960年代はチームの黄金時代であり、全日本大学サッカー選手権大会と関東大学サッカーリーグ戦1部を制したほか、1969年の第49回天皇杯全日本サッカー選手権大会では準優勝の成績を収めた。
しかし1971年に関東リーグ2部に降格すると、1977年には2部から東京都大学サッカーリーグに降格し、長い低迷期に入ってしまった。
2017年、東京都大学サッカーリーグ1部を2位で終えると、続く関東大学リーグ参入戦も制し、1977年以来41年ぶりとなる関東大学サッカーリーグ復帰を果たした。
2021年の関東リーグ2部で10位となり、プレーオフで降格となったが、2022年の東京都サッカーリーグ1部で準優勝し、参入戦も制して、2年ぶりに関東大学サッカーリーグ2部への復帰を決めた。

## 主な成績
- 全日本大学サッカー選手権大会
  - 優勝：1回（1953）
  - 準優勝：3回（1962, 1965, 1969）
- 天皇杯 JFA 全日本サッカー選手権大会
  - 準優勝：1回（1969）
- 関東大学サッカーリーグ戦1部
  - 優勝：3回（1954, 1959, 1970）
  - 準優勝：5回（1949, 1956, 1957, 1960, 1963）
- 東京都大学サッカーリーグ1部
  - 準優勝：2回（2017, 2022）

## 主な出身選手
- 高林隆（1953年度卒）
- 大村和市郎（1954年度卒）
- 高森泰男（1955年度卒）
- 川西武彦（1960年度卒）
- 鈴木良三（1961年度卒）
- 渡辺正（1962年度卒）
- 大久保賢（1963年度卒）
- 吉田浩（1965年度卒）
- 横山謙三（1965年度卒）
- 安藤正俊（1967年度卒）
- 川上信夫（1969年度卒）
- 日高憲敬（1969年度卒）
- 鈴木保（1969年度卒）
- 田中舜（2009年度卒）
- 菅本岳（2016年度卒）
- 桐蒼太（2021年度卒）
- 久保庭良太（2023年度卒）
- 小林慶太 (2024年度卒)

## 主な関係者
- デッドマール・クラマー：日本サッカーの父、1960年来日。日本代表コーチとして日本サッカーの基盤作りと躍進に貢献し、立教大学所属の日本代表選手を指導。立教大学関係者の家に寄宿。バイエルン・ミュンヘン監督時代には、UEFAチャンピオンズカップ優勝へと導いた。
- ハロルド・スパックマン：ア式蹴球部（現・サッカー部）初代部長、立教大学図書館初代館長[2]。
- ポール・ラッシュ：ア式蹴球部（現・サッカー部）2代目部長[2]。立教大学元教授。日本アメリカンフットボールの父として知られ、アメリカンフットボール部創設者。戦後、高校野球・夏の甲子園大会を復活した。
- 田嶋幸三：第14代日本サッカー協会会長。1988年から1995年までサッカー部コーチを務めた。（1988年立教大学講師、1990年立教大学助教授に就任。）
- 池上礼一：サッカー部元監督

## その他
AFCメディカルセンター認定施設
アジアサッカー連盟（AFC）により、立教大学の施設であるメディカルセンター＆コンディショニングセンターが日本サッカー協会診療所（JFA診療所）、JFAメディカルセンター整形外科クリニックとともにAFCメディカルセンター（AFC Medical Centre/CLINIC of Excellence）に認定されている。AFCメディカルセンターは、AFCに加盟する協会やサッカー選手がエビデンスに基づいた優れた医療を受けられるように、選手の怪我の予防、リハビリテーション、パフォーマンスの最適化を促進している優れた医療センター/クリニックが認定されるもので、2024年5月7日に高円宮記念JFA夢フィールドで認定式が開催された。